# Centella cryptocarpa
Centella cryptocarpa là một loài thực vật có hoa trong họ Hoa tán. Loài này được M.T.R.Schub. & B.-E.van Wyk mô tả khoa học đầu tiên năm 1999.